# Lasiosina paralittoralis
Lasiosina paralittoralis är en tvåvingeart som beskrevs av Dely-draskovits 1981. Lasiosina paralittoralis ingår i släktet Lasiosina och familjen fritflugor.
Artens utbredningsområde är Israel. Inga underarter finns listade i Catalogue of Life.